# Hydractinia vermicola
Hydractinia vermicola är en nässeldjursart som beskrevs av George James Allman 1888. Hydractinia vermicola ingår i släktet Hydractinia och familjen Hydractiniidae. Inga underarter finns listade i Catalogue of Life.